# دنیاگیری کووید-۱۹ در کریمه
دنیاگیری کووید-۱۹ در کریمه در مارس ۲۰۲۰ آغاز شد.دولت روسیه مبتلایان به کووید-۱۹ در کریمه را با مبتلایان در روسیه جمع می‌بندند.

## گاه‌شمار

### مارس ۲۰۲۰
در ۲۱ مارس نخستین مبتلا گزارش شد.

### مه ۲۰۲۰
در ۱۱ مه، مقامات روسیه گزارش دادند که ۱۲۶ مبتلا به کووید-۱۹ در شهر سواستوپول و ۲۰۲ در دیگر نقاط کریمه و در کل ۳۲۸ مبتلا در کل شبه‌جزیره هستند.

### ژوئیه ۲۰۲۰
بنا بر گفته گروه حقوق بشر کریمه، در ۱۰ ژوئیه در کریمه ۱۰ مبتلای تازه در شهر سواستوپول بودند.آمار کلی ۱٫۰۸۹ تن و ۳۷ کشته بود.